# André Ornelis
André Ornelis (1 april 1947) is een voormalige Belgische atleet, die zich had toegelegd op de (middel)lange afstand en het veldlopen. Hij nam eenmaal deel aan de wereldkampioenschappen veldlopen en veroverde daarbij een bronzen medaille in het landenklassement.

## Biografie
In 1972 nam Ornelis op de 3000 m deel aan de Europese indoorkampioenschappen in Grenoble. Hij werd vierde. Het jaar nadien werd hij in Rotterdam uitgeschakeld in de series.
In 1975 werd Ornelis derde op het Belgisch kampioenschap veldlopen. Hij nam dat jaar deel aan de wereldkampioenschappen, waar hij met een eenentwintigste plaats een belangrijk aandeel had in de derde plaats in het landenklassement.

### Clubs
Ornelis was aangesloten bij Ajax Gent. Na zijn actieve carrière werd hij eerst trainer bij AV Molenland. Nadien richtte hij zijn eigen trainingsgroep op.

### Privé
André Ornelis is de vader van radiomaker Sven Ornelis. Hij was eerst onderwijzer en daarna directeur van een basisschool.

## Persoonlijke records
Outdoor
| Onderdeel | Prestatie | Datum             | Plaats   |
| --------- | --------- | ----------------- | -------- |
| 5000 m    | 13.41,2   | 4 juni 1975       | Papendal |
| 10.000 m  | 28.46,8   | 29 september 1974 | Brussel  |

Indoor
| Onderdeel | Prestatie | Datum            | Plaats |
| --------- | --------- | ---------------- | ------ |
| 3000 m    | 7.54,0    | 12 februari 1973 | Leiden |

## Palmares

### 3000 m
- 1972: 4e op EK indoor in Grenoble - 8.11,43
- 1973: 10e in serie EK indoor in Rotterdam - 8.14,35

### veldlopen
- 1967: 30e op Landencross junioren in Barry
- 1970: 47e op Landencross in Vichy
- 1975:  BK AC in Waregem
- 1975: 21e op WK in Rabat
- 1975:  landenklassement WK